# Cophixalus misimae
Cophixalus misimae es una especie de anfibio anuro de la familia Microhylidae.

## Distribución geográfica
Es endémica de la isla Misima, del archipiélago de las Luisiadas (Papúa Nueva Guinea).

## Estado de conservación
Se encuentra amenazada por la pérdida de su hábitat natural.